# Schomberg Kerr (9e marquis de Lothian)
Schomberg Henry Kerr, 9e marquis de Lothian, (2 décembre 1833 – 17 janvier 1900), est un diplomate britannique et homme politique conservateur. Il est Secrétaire d'État pour l'Écosse sous Lord Salisbury entre 1887 et 1892. Il est généralement appelé simplement Lothian.

## Jeunesse et éducation
Il est le deuxième fils de John Kerr (7e marquis de Lothian) et de Cecil Kerr. Ses plus jeunes frères, le Major général Ralph Kerr (1837-1916) et l'amiral de la flotte Walter Kerr (1839-1927) ont tous deux fait une carrière militaire distinguée. Il fait ses études au Trinity College de Glenalmond, aujourd'hui Glenalmond College de Perth, et est l'un des 14 garçons à rejoindre l'école nouvellement créée en 1847. Il va ensuite au Collège d'Eton avant de fréquenter le New College d'Oxford mais il n'est pas diplômé.

## Carrière diplomatique et politique
Lothian entre au service diplomatique et est attaché à Lisbonne et à Téhéran en 1854, à Bagdad en 1855 et à Athènes en 1857, puis second secrétaire à Francfort en 1862, à Madrid en 1865 et à Vienne en 1865. En 1870, il accède au marquisat à la mort prématurée de son frère aîné sans enfant et prend place à la Chambre des lords.
En 1886, il est admis au Conseil privé et l'année suivante, il succède à Arthur Balfour comme Secrétaire d'État pour l'Écosse et vice-président du Scottish Education Department dans le gouvernement conservateur de Lord Salisbury. Cependant, contrairement à Balfour, il n'est pas membre du cabinet. Il reste en poste jusqu'à la chute du gouvernement en 1892.
En dehors de sa carrière politique, Lord Lothian est gardien du sceau privé d'Écosse à partir de 1874, un poste qu'il occupe jusqu'à sa mort 26 ans plus tard, et est également gardien du grand sceau d'Écosse en tant que secrétaire de l'Écosse. En 1878, il est créé chevalier du chardon, et en 1882, il reçoit un diplôme honorifique (LL. D.) de l'Université d'Édimbourg. Les étudiants de la même université l'ont élu recteur de l'Université d'Édimbourg entre 1887 et 1890. Il est administrateur du Board of Manufactures en Écosse jusqu'à sa mort.
Il est capitaine général de la Royal Company of Archers, président de la Society of Antiquaries of Scotland (1876-1890) et de la Royal Scottish Geographical Society (1894-1898), et chevalier de grâce de l'Ordre Vénérable de Saint Jean de Jérusalem. De 1878 à 1889, il est colonel commandant le 3e Bataillon Royal Scots, et il devient plus tard colonel honoraire de ce bataillon.

## Famille

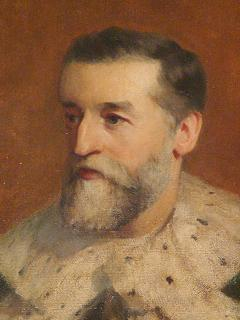
Portrait du 9e marquis

Lord Lothian épouse, en 1865, Victoria Alexandrina (décédée en 1938), fille de Walter Montagu Douglas Scott, 5e duc de Buccleuch. Ils ont trois fils et six filles: 
- Cecil Kerr (née le 14 février 1866) épouse John Douglas-Scott-Montagu, 2e baron Montagu de Beaulieu
- Walter William Schomberg Kerr, comte d'Ancram (29 mars 1867-juin 1892)
- Margaret Kerr (née le 12 juin 1868)
- Schomberg Kerr (4 août 1869 - 1877)
- Mary Kerr (née le 25 décembre 1870), mariée à Henry Kidd
- Helen Kerr (née le 9 décembre 1872), épouse en 1902 son parent, le major Frédéric Walter Kerr (1867-1914), fils de l'amiral Frederic Kerr (1818-1896), qui est le plus jeune fils de William Kerr (6e marquis de Lothian)
- Robert Schomberg Henry Kerr, 10e marquis de Lothian - né le 22 mars 1874
- Victoria Kerr (née le 7 novembre 1876) épouse William Sullivan Gosling
- Isobel Alice Adelaide Kerr (née le 25 septembre 1881) épouse James Cospatrick Hepburne-Scott

Le fils aîné Walter Kerr, comte d'Ancram (1867-1892) est décédé dans un accident de tir en Australie en juin 1892, célibataire, tandis que son deuxième fils, Schomberg Kerr (1869-1877), est mort dans la petite enfance.
Lord Lothian est décédé à sa résidence de ville à Londres le 17 janvier 1900, âgé de 66 ans  et est remplacé au marquisat par son troisième et unique fils survivant, Robert. La marquise de Lothian se remarie plus tard et est décédée en juin 1938, à l'âge de 93 ans.